# Фадин, Андрей Васильевич
Андрей Васильевич Фадин (1953—1997) — советский историк, экономист, политолог, журналист, военный корреспондент. Входил в число основателей подпольного кружка «Молодые социалисты». Был арестован. Известен по публикациям в изданиях ИД «Коммерсантъ», «Век XX и мир», «Общая газета». Является автором термина «семибанкирщина».

## Биография
Родился в Москве в семье работника аппарата ЦК КПСС Василия Кузьмича Фадина и преподавательницы немецкого языка Эллы Мануиловны Фадиной (Абрамсон).
На формирование личности Андрея Фадина большое влияние оказала судьба репрессированного деда с материнской стороны — М. Абрамсона, видного китаиста, деятеля Коминтерна.
Окончил исторической факультет МГУ в 1976 г., занимался новейшей историей Латинской Америки. Затем работал в ИМЛ при ЦК КПСС и в ИМЭМО АН СССР.
Фадин является автором слова «семибанкирщина», он же первым использовал термины «олигархи» и «имитационная демократия» для характеристики ситуации в России 90-х годов.
Общественно-политической деятельностью начал заниматься в студенческие годы, имел комсомольские взыскания. С 1977 участвовал в подпольном демократическом социалистическом движении (т. н. «кружок молодых социалистов»).
В апреле 1982 вместе с товарищами был арестован КГБ СССР и обвинен в совершении преступлений, предусмотренных статьями 70 и 72 УК РСФСР (антисоветская агитация и пропаганда и организационная деятельность по созданию антисоветской организации), в апреле 1983 освобожден по Указу ПВС СССР о помиловании.
С конца 1986 вернулся к активной общественно-политической деятельности — сотрудничал с Клубом социальных инициатив, был одним из создателей и лидеров клуба «Перестройка»/«Демократическая перестройка», членом клуба «Московская трибуна». Участвовал в развитии социал-демократических организаций, был одним из учредителей Московской социал-демократической организации, участвовал в учредительном съезде Социал-демократической партии Российской Федерации («первая» СДПР), хотя и не стал её членом, сотрудничал с её руководящими органами как эксперт.
После ввода федеральных войск в Чечню улетел в Грозный и находился там почти все время до окончания войны. За серию статей о чеченской трагедии Союз журналистов присудил ему премию «Золотое перо». В 1997-м году стал лауреатом премии Академии свободной прессы «За профессиональную честность и мужество». Награждён посмертно.
Погиб в автомобильной катастрофе 19 ноября 1997 года.
В 2000 году вышел сборник статей А. Фадина «Третий Рим в третьем мире», издательство «Летний Сад».

### Комментарии
1. ↑  По некоторым данным, термин предложен Андрею Фадину Николаем Троицким[4].
2. ↑  В сборнике приводятся цитаты из автобиографии А. Фадина, поэтому данные из него должны восприниматься с принятой в Википедии критичностью.
3. ↑  На сайте В. Игрунова ошибочно сообщается об аресте в 1981 году[10].